# George Chakiris
George Chakiris (Norwood, Ohio, 16 de setembro de 1934 é um ator, cantor e dançarino estadunidense.

## Infância
Chakiris nasceu em Norwood, Ohio, Estados Unidos, filho de Steven e Zoe Chakiris, imigrantes gregos e estudou na Escola Americana de Dança.

## Carreira
Chakiris estreou no cinema em 1947 no coro do filme Song of Love, por vários anos fez participações em vários filmes muitas vezes como dançarino ou como membro do coro. Inclusive participou do famoso número "Diamonds Are a Girl's Best Friend" ao lado de Marilyn Monroe no filme Gentlemen Prefer Blondes, de 1953, e apareceu como dançarino, fazendo par com Rosemary Clooney, no filme Natal Branco (no número "Love, You Didn't Do Right by Me"). Ele também pode ser visto no número "Chop Suey" no filme musical Flower Drum Song.
O estrelato veio em 1961, no filme musical West Side Story, pelo qual ganhou um Óscar de melhor ator (coadjuvante/secundário), no papel de Bernardo, líder dos "Sharks". Antes do filme, ele apareceu como "Riff", líder dos "Jets", na produção londrina do mesmo musical. Ele estrelou como um doutor no filme de 1963, Diamond Head um opositor de Charlton Heston e Yvette Mimieux, e apareceu ao lado de Gene Kelly no musical francês, de 1967, de Jacques Demy, Les Demoiselles de Rochefort.
Somando com o cinema, também atuou na Broadway e fez participações em programas de TV. No começo da década de 1960, embarcou na carreira como cantor de músicas pop, que obteve relativa repercussão. Em 1960 gravou um single com notável produção de Joe Meek.
George trabalhou mais em televisão nas décadas de 1970 e 1980, aparecendo em programas como Wonder Woman, Medical Center, Hawaii Five-O, Dallas, Murder, She Wrote e no drama diário, Santa Barbara.
Chakiris teve um papel recorrente na série Superboy como Professor Peterson, durante as duas primeiras temporadas entre 1988 e 1990. O último papel que George teve, foi em 1996 em um episódio da sitcom Last of the Summer Wine. Ele somente tem sido entrevistado desde então, mas está praticamente aposentado. Seu hobby de fazer jóias de prata esterlina se transformou em uma nova ocupação.

## Filmografia
| Ano  | Filme                                  | Papel                                         | Notas |
| ---- | -------------------------------------- | --------------------------------------------- | --- |
| 1947 | Song of Love                           | Garoto do coro                                | como George Kerris                                                                                            |
| 1951 | The Great Caruso                       | Dançarino                                     | não creditado                                                                                                 |
| 1952 | Stars and Stripes Forever              | Dançarino do salão                            | não creditado                                                                                                 |
| 1953 | Give a Girl a Break                    | Dançarino                                     | não creditado                                                                                                 |
| 1953 | Second Chance                          | Observador de fundo em uma sequência de dança | não creditado                                                                                                 |
| 1953 | Gentlemen Prefer Blondes               | Dançarino                                     | |
| 1953 | The 5,000 Fingers of Dr. T.            | Dançarino                                     | como George Kerris                                                                                            |
| 1954 | There's No Business Like Show Business |                                               | |
| 1954 | The Country Girl                       | Dançarino com picareta                        | não creditado                                                                                                 |
| 1954 | White Christmas                        | Dançarino nos números 'Mandy' e 'Love'        | não creditado                                                                                                 |
| 1954 | Brigadoon                              | Dançarino especialista                        | não creditado                                                                                                 |
| 1955 | The Girl Rush                          | Garoto do coro, número 'Hillbilly Heart'      | não creditado                                                                                                 |
| 1956 | Meet Me in Las Vegas                   | Jovem noivo                                   | como George Kerris                                                                                            |
| 1957 | Under Fire                             | Pvt. Steiner                                  | não creditado                                                                                                 |
| 1961 | West Side Story                        | Bernardo                                      | Oscar de melhor ator (coadjuvante/secundário) Globo de Ouro de melhor ator (coadjuvante/secundário) em cinema |
| 1962 | Two and Two Make Six                   | Larry Curado                                  | |
| 1963 | Diamond Head                           | Dr. Dean Kahanna                              | |
| 1963 | La ragazza di Bube                     | Bebo                                          | |
| 1963 | Kings of the Sun                       | Balam                                         | |
| 1964 | The High Bright Sun                    | Haghios                                       | |
| 1964 | 633 Squadron                           | Lt. Erik Bergman                              | |
| 1964 | Flight from Ashiya                     | 2nd Lt. John Gregg                            | |
| 1966 | Paris Brûle-t-il?                      | GI in tank                                    | |
| 1966 | Il Ladro della Gioconda                | Vincent                                       | |
| 1967 | Les Demoiselles de Rochefort           | Étienne                                       | |
| 1968 | Sharon vestida de rojo                 |                                               | |
| 1968 | Le Rouble à deux faces                 | Eric Ericson                                  | |
| 1969 | The Big Cube                           | Johnny Allen                                  | |
| 1979 | Why Not Stay for Breakfast?            | George Clark                                  | |
| 1982 | Jekyll and Hyde… Together Again        | ele próprio                                   | |
| 1990 | Pale Blood                             | Michael Fury                                  | |

## Seleção de aparições na televisão
| Ano       | Filme                    | Papel                        | Notas                                           |
| --------- | ------------------------ | ---------------------------- | ----------------------------------------------- |
| 1956      | Ford Star Jubilee        |                              | episódio - "You're the Top"                     |
| 1969      | The Jackie Gleason Show  |                              | episódio - "Mousey the Dip"                     |
| 1970-1975 | Medical Center           | Alex Solkin                  | 3 episódios                                     |
| 1972      | Hawaii Five-O            | Chris Lahani                 | 1 episódio                                      |
| 1974      | The Partridge Family     | Capt. Chuck 'Cuddles' Corwin | episódio - "Anchors Aweigh"                     |
| 1974      | Thriller                 | Robert Stone                 | episódio - "Kiss Me and Die"                    |
| 1974      | Notorious Woman          | Frédéric Chopin              | TV mini-séries                                  |
| 1978      | Wonder Woman             | Carlo Indrezzano             | episódio - "Death in Disguise"                  |
| 1978      | Return to Fantasy Island | Pierre                       |                                                 |
| 1982      | Fantasy Island           | Captão Claude Dumont         | episódio - "The Magic Camera/Mata Hari/Valerie" |
| 1983      | CHiPs                    | Bernard DeJardine Fox Trap   | episódio de TV                                  |
| 1983      | Matt Houston             | Brett Cole                   | episódio - The Showgirl Murders                 |
| 1984      | Matt Houston             | Clark Sawyer                 | episódio - "Waltz of Death"                     |
| 1984      | One Life to Live         |                              | episódios desconhecidos                         |
| 1984      | Poor Little Rich Girls   | Prince Rudolph               | episódio - "The Gentleman Caller"               |
| 1984      | Nihon no omokage         | Lafcadio Hearn               | mini-série                                      |
| 1984      | Scarecrow and Mrs. King  | Angelo Spinelli              | episódio - "Lost and Found"                     |
| 1985      | Hell Town                | Ric Montenez                 | episódio - "Let My Jennie Go"                   |
| 1986      | Dallas                   | Nicholas                     | episódio - "Missing"                            |
| 1988      | Santa Barbara            | Daniel Espinoza              |                                                 |
| 1989      | Murder, She Wrote        | Eric Bowman                  | episódio - "Weave a Tangled Web"                |
| 1989-1990 | Superboy                 | Professor Peterson           | 9 episódios                                     |
| 1992      | Human Target             | Robillard                    | episódio - "Chances Are"                        |
| 1995      | Les Filles du Lido       | Saskia                       | mini-série                                      |
| 1996      | Last of the Summer Wine  | Max Bernard                  | episódio - "Extra! Extra!"                      |